# Esens
Esens – miasto w Niemczech, w kraju związkowym Dolna Saksonia, w powiecie Wittmund, siedziba gminy zbiorowej Esens.
Urodzili się tu:
- David Fabricius – holenderski astronom i teolog,
- Eilert Dieken – morderca rodziny Ulmów, po wojnie miejscowy policjant[1].

## Galeria

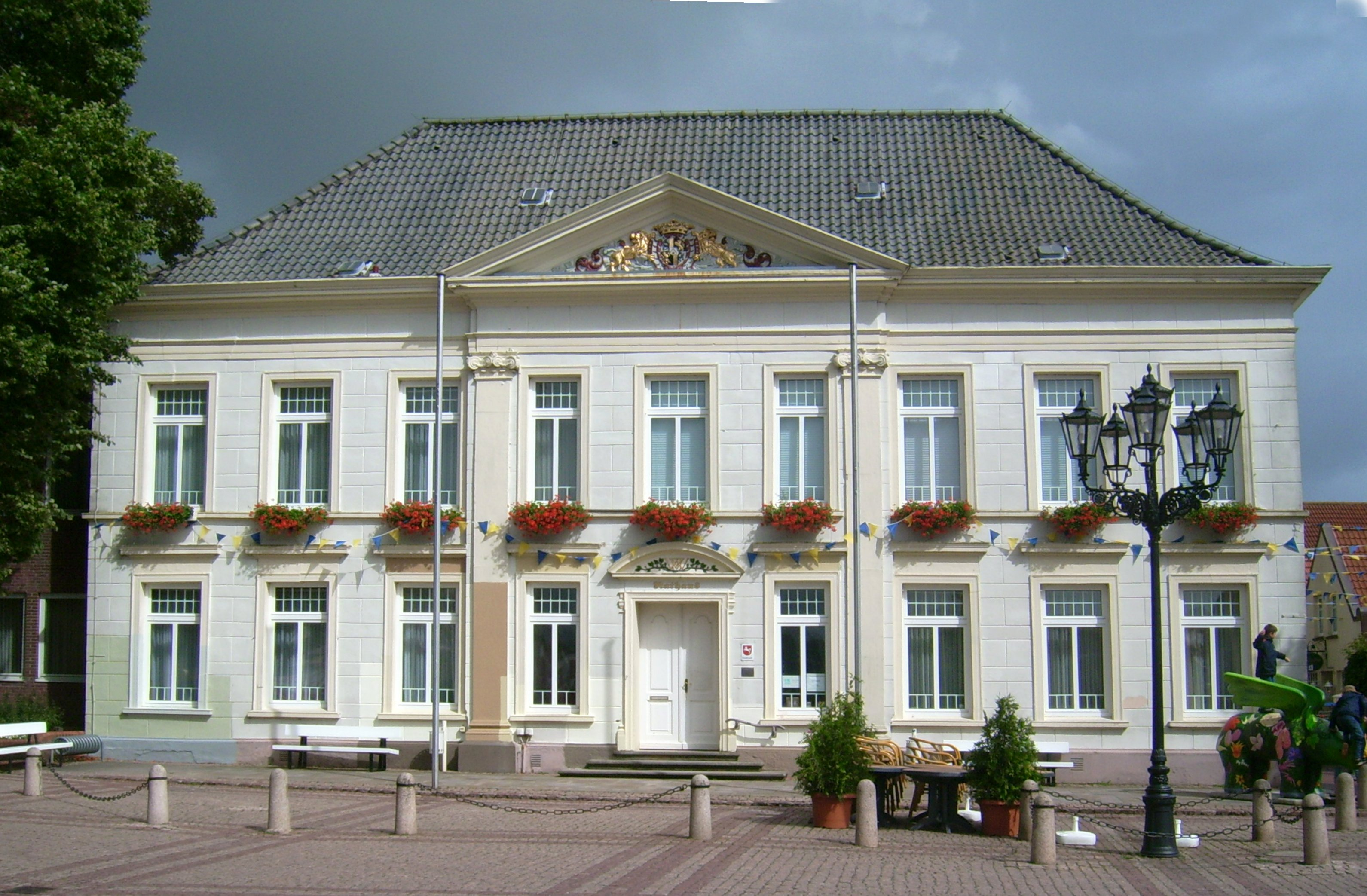
Ratusz w Esens
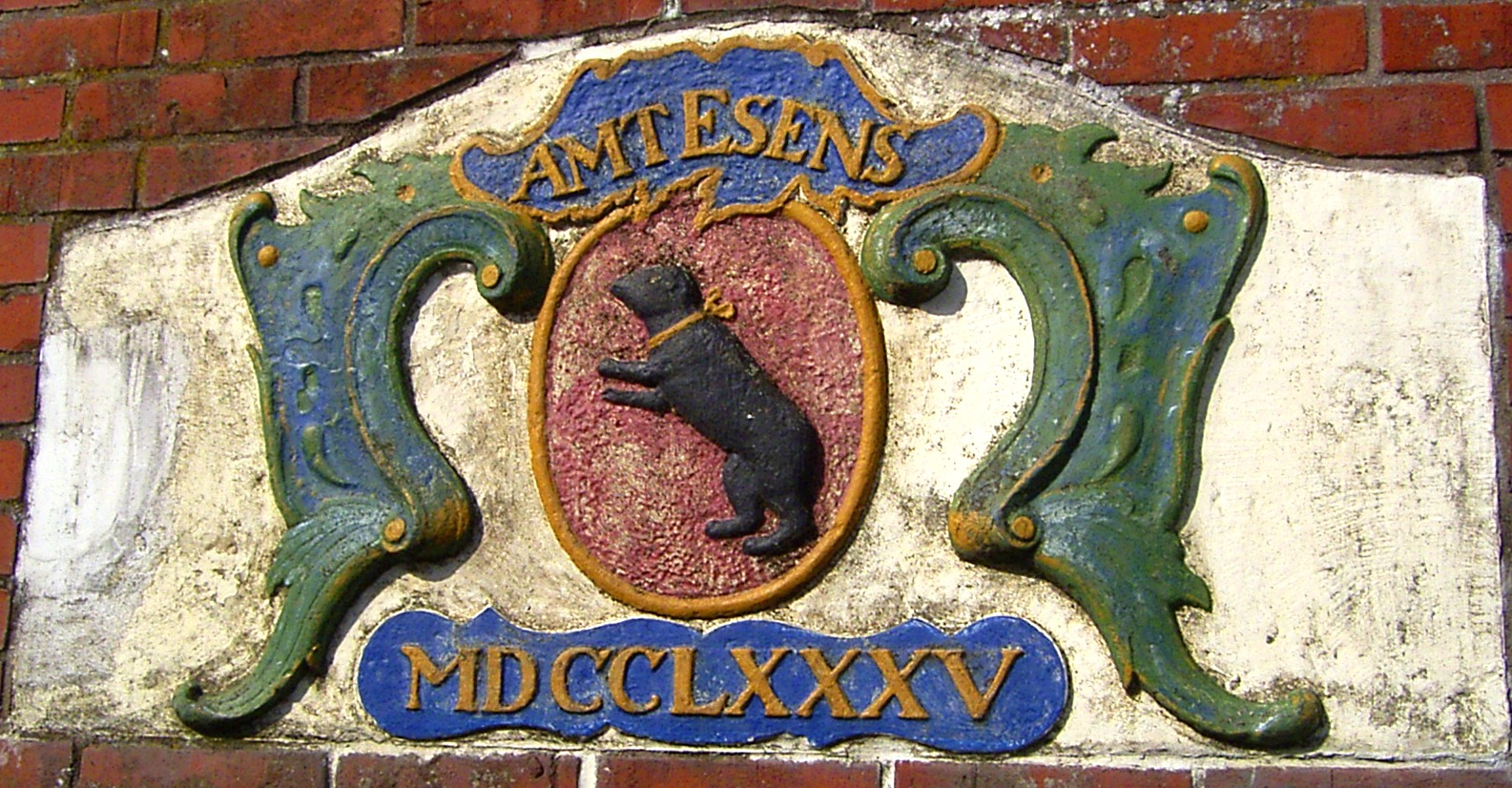
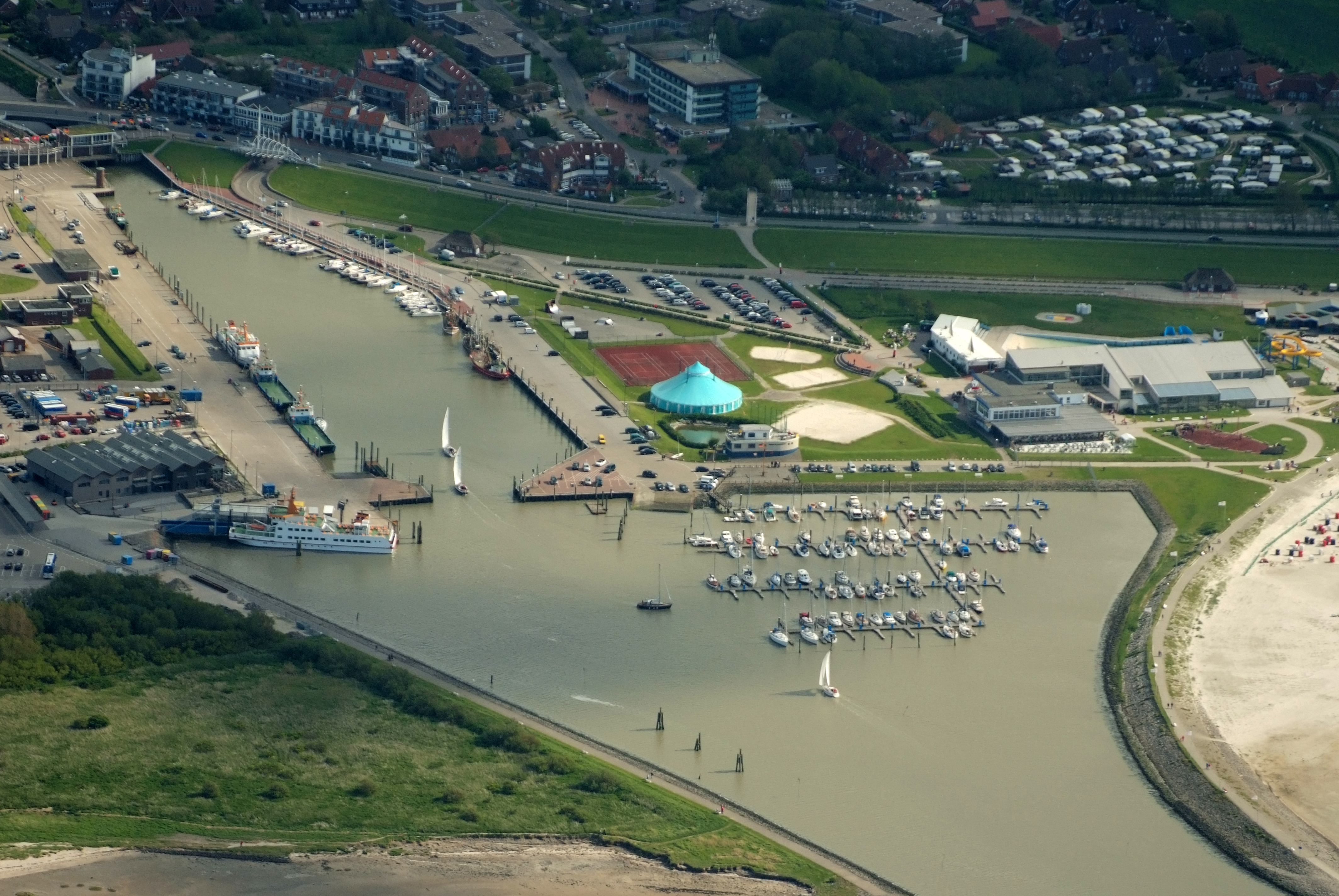
Bensersiel